# Shell Glacier
Der Shell Glacier (englisch ür Muschel-Gletscher) ist der westliche Ausläufer der Eiskappe des Mount Bird auf der antarktischen Ross-Insel. Er fließt steil in das Tal nördlich des Trachyte Hill und des Harrison Bluff inmitten der eisfreien Zone an den unteren Hängen des Mount Bird. 
Teilnehmer einer von 1958 bis 1959 durchgeführten Kampagne im Rahmen der New Zealand Geological Survey Antarctic Expedition benannten ihn nach den zahlreich gefundenen Muscheln in den Moränen des Gletschers.